# Eleccions municipals de 1995 a Valls
Les eleccions municipals de 1995 a Valls van ser unes eleccions locals que es van celebrar el diumenge 28 de maig de 1995 a Valls, a l'Alt Camp, com a part de les eleccions municipals espanyoles. Es van triar els 21 regidors de l'Ajuntament de Valls.

## Sistema electoral
Les eleccions als ajuntaments de l'Estat espanyol estan fixades per celebrar-se el quart diumenge de maig cada quatre anys. El sistema electoral fa servir la regla D'Hondt amb representació proporcional, llistes tancades i una barrera electoral del 5% dels vots vàlids, que inclou els vots en blanc. La votació per a l'assemblea local es basa en el sufragi universal.
En les eleccions municipals, la circumscripció electoral és el municipi i el nombre d'escons (o sigui, regidors) a triar del municipi es determina en funció del nombre d'habitants censats en aquest municipi. En el cas de Valls, en tenir 16.224 persones censades, l'hi correspon 21 regidors.

## Candidatures
El 2 de maig del mateix any, la Junta Electoral de Zona de Valls va proclamar quatre candidatures del municipi de Valls en el Butlletí Oficial de la Província de Tarragona.
| Partit polític | Partit polític                                               | Cap de llista                   | Resta de candidats |
| -------------- | ------------------------------------------------------------ | ------------------------------- | --- |
|                | Convergència i Unió (CiU)                                    | Carles Magriñà i Miracle        | Llista - Francesc Casañas i Domingo (CDC) - Albert Girona i Farré (Ind.) - Josep M. Ollé i Sans (UDC) - Josep M. Manresa i Ferrater (CDC) - Jordi Gibert i Bonet (CDC) - Mercè Plana i Boladeras (CDC) - Rupert Ortega i San Martín (CDC) - Laureà Català i Amenós (UDC) - Jaume Pau Tornàs i Yvern (CDC) - Pere Gomés i Miquel (CDC) - Olga Pons i Bonet (CDC) - Sònia Huguet i Girona (UDC) - Joan Cartañà i Colom (CDC) - Mercè Ventura i Tarrascón (CDC) - Joan Miquel Sancho i Beltran (Ind.) - Andreu Forés i Andrès (CDC) - Maria Cervelló i Palau (Ind.) - Lluís Musté i Buqué (Ind.) - Maria Balamaña i Miró (CDC) - Albert Batet i Gabarro (CDC) Suplents: Josep Altisent Semente (Ind.), Jordi Targa i Roig (CDC), Joan Recasens i Pié (CDC) |
|                | Partit dels Socialistes de Catalunya (PSC-PM)                | Alfred Pérez de Tudela i Molina | Llista - Jaume Bonet Vallvey (Ind.) - Francesc Moreno Espinosa - Núria Segú Ferré (Ind.) - Núria Cuadrat Amigó - Josep Oriol Moreno Campoy - Francesc Xavier Salat Brunet (Ind.) - María del Valle A. Carmona Ruiz (Ind.) - Joan 1. Leiva Arànega (Ind.) - Maria Antònia Magre Dalmau (Ind.) - Enric Garcia Carmona (Ind.) - Maria Àngela Rull Segú - Daniel Monfort Piquer (Ind.) - Manuel López Jiménez - Carmen Guerra Moruno - Joan Maria Castells Guasch - Lluís Figuerola Ortiga (Ind.) - Gonzalo Leal de León (Ind.) - Laia Bonet Rull (Ind.) - Pere Solé Viñals (Ind.) - Joan Cortés Vila Suplents: Nicolau Moncunill Cirac, Jordi Sans Parés (Ind.), Pau Nuet Fàbregas                                                                         |
|                | Esquerra Republicana de Catalunya (ERC)                      | Jordi Castells i Guasch         | Llista - Joan Serra Morlà - Núria Trenchs Massó (Ind.) - Jordi Secall Badia - Ramon Sendra Vidal - Josep Maria Pallàs Guasch - Lluís Musté Grau (Ind.) - Francesca Ollé Solé - Margarida Mestres Velàzquez - Gabriel Guasch Secall (Ind.) - Joan Peris Roig - Elisenda Abat Espunyes - Josep Maria Olivé Compte - Andreu Garcia Jané - Joana Fran Trenchs - Manel Tosas Plana - Joan Plana Vernet - Jordi Francesch Benito (Ind.) - Josep Ma Sans Fabra - Joaquim Torres Martí - Núria Ventura Mercè (Ind.) Suplents: Joan Guasch Calbet, Ramon Maria Roselló Samaniego, Josep Ma Climent Ferré |
|                | Iniciativa-Els Verds-Candidatura d'Unitat Popular (I-EV-CUP) | Bonaventura Camps Sanromà       | Llista - Maria Teresa Guasch Ventura - Antoni Úbeda Gayà - Ramon Canela Coll - Jordi Giné Badia - Fermín Royano Manera - Montserrat Capdevila Tondo - Juan Solé Tondo - Óscar Peris Ródenas - Maria Assumpta Benaiges Gabriel - Juan Segura Moreno - Joan M. Guinovart Llagostera - Pilar Llorens Caparo - José Luis Vicente Moreno - Joan Canela Coll - Pedro Martín Chicharro - José Güell Poblet - Jordi Jubany Busquets - Jordi Mateu Robusté - Roger Cabré Rodón - Francesc Rafael Parés Mercadé Suplents: Eudald Ferré Serra, Anton Fàbregas Jové, Josep Prats i Massoni |

## Jornada electoral

### Constitució de les meses
En aquell moment, Valls tenia una població de 20.263 habitants, dels quals 16.224 persones van ser cridades a votar en alguna de les 23 meses que es van constituir al municipi.

### Participació
La participació en aquestes eleccions va ser de 66,7%, el qual cosa implica que un total de 10.815 ciutadans del municipi van decidir exercir el seu dret a vot. Comparant aquesta participació amb la mitjana catalana, Valls va registrar una xifra lleugerament més alta, situant-se en 1,9 punts percentuals per sobre.
A continuació, es presenta una taula amb els percentatges de participació registrats a diferents hores del dia de les eleccions:
| Hores              | Valls          |
| ------------------ | -------------- |
| Participació (14h) | 38,7% ( -0,3%) |
| Participació (18h) | 51,6% ( -0,1%) |
| Participació (20h) | 66,7% ( 0,5%)  |